# Baljurk (kleding)

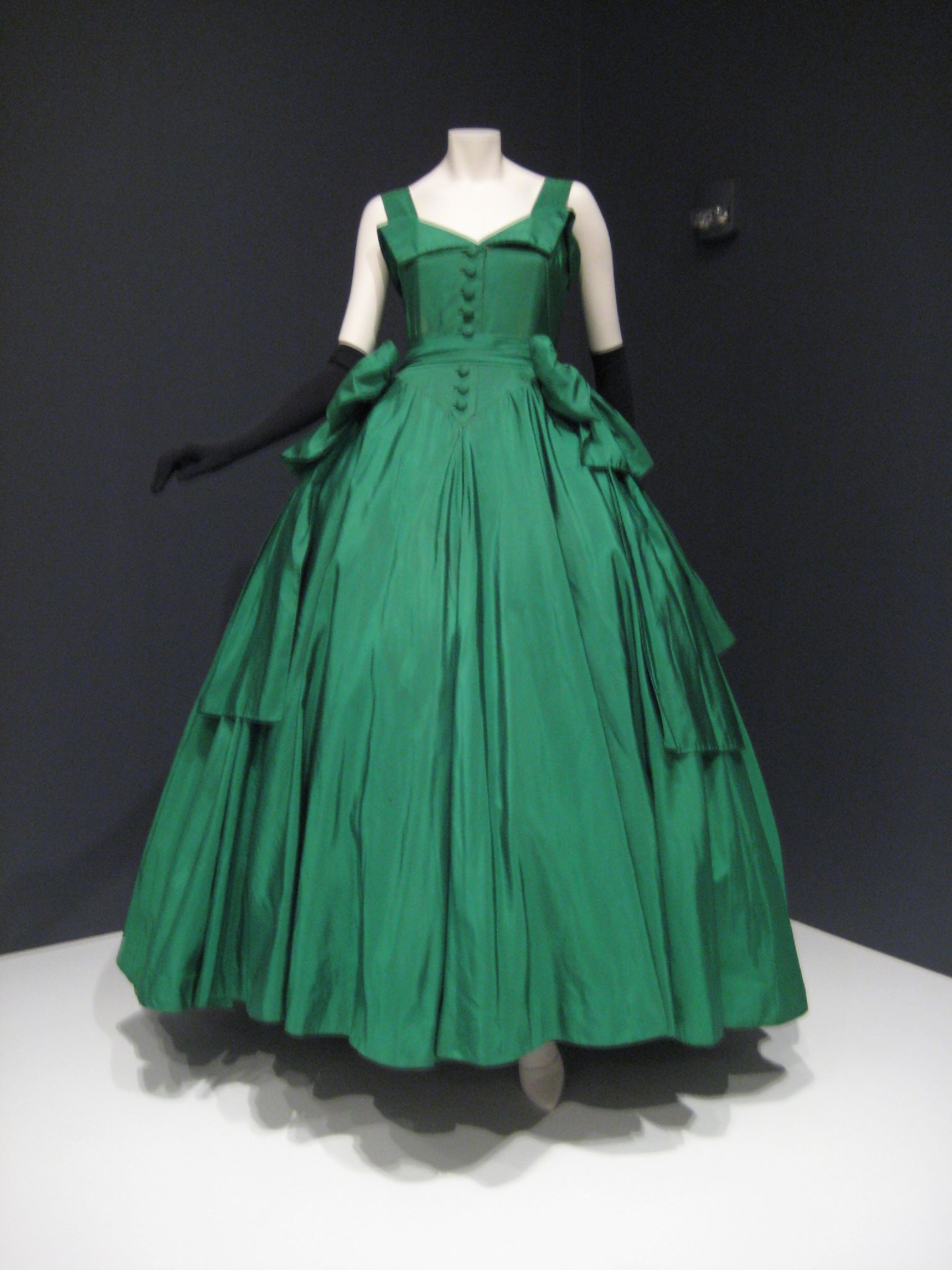
Een baljurk van ontwerper Christian Dior, 1954.

Een baljurk is een type avondjurk die geschikt is om in te dansen. Het gaat om een feestelijke jurk met een nauwsluitend lijfje en een wijde rok (prinsessenmodel). Een baljurk wordt ook wel als algemene avondjurk gedragen, de meest formele vorm van kleding voor vrouwen.

## Stijl
De baljurk kenmerkt zich door de wijd uitlopende rok om zo voldoende bewegingsvrijheid aan de benen te geven. De jurk reikt tot op de enkels en niet tot op de grond om struikelen te voorkomen en het voetenwerk tijdens het dansen te laten zien. Het nauwsluitende lijfje sluit vaak met knopen, een rijgkoord van linten of een blinde (weggewerkte) rits. Eventuele mouwen draagt men vaak op de armen: het decolleté is meestal open. Men kan de baljurk daarom goed combineren met het dragen van een stola of cape. Daarnaast draagt men vaak sieraden en lange handschoenen.